# 松宮可奈
松宮 可奈（まつみや かな、1978年8月8日 - ）は、日本の女性声優。千葉県出身。フリー。

## 経歴
クレイジーボックス退所後、オフィス・ティービーに所属。2020年9月末をもってオフィス・ティービーを退所し、フリーで活動。
マンガワンで連載中の漫画『生き抜け!爆走!クソハムちゃん!』が2021年3月よりYouTubeアニメ化されるにあたり、松宮が同作品の全てのキャラクターボイスを担当している。
2021年6月より合同会社ユカイナルに所属。2022年、事務所代表の急逝により同社は11月30日をもっての解散を発表し、再度フリーランスとなった。

## 出演
太字はメインキャラクター。

### テレビアニメ
- パブー&モジーズ（パピー）
- モジーズ＆YOU
- バンザイ! キング・ジュリアン(カレン、エイミー)
- PSYCHO-PASS サイコパス

### 劇場アニメ
- ラブライブ!The School Idol Movie（2015年）

### Webアニメ
- 生き抜け!爆走!クソハムちゃん!（2021年、全キャラクター）

### CM・ナレーション
- カタリナマーケティングジャパン
- フジキャリアデザイン TVCM
- ロコンド TV CM
- ゼリア新薬（ヘパリーゼ）ラジオCM
- カルカン（店頭用CMナレーション）
- 魔女達の22時
- ANAカーゴ
- NTTドコモ
- 資生堂
- スクールIE
- セント・ジュード・メディカル

### ゲーム
- サッカースピリッツ シルク・リニア役
- パズル オブ エンパイア リューリク役 安倍晴明役 ダビデ役
- LEGO マーベル スーパー・ヒーローズ ザ・ゲーム2

### 吹き替え

#### ドラマ
- ハリウッドTOP10(アンジェリーナ・ジョリー)
- トランスポーター ザ・シリーズ
- CSI科学捜査班 -シーズン13・シーズン14
- プリティーワン
- スパイダー・シティ（英語版）（ケイトリン〈トレイシー・ゴールド〉）
- パンチ～余命６ヶ月の奇跡～ (パク・ヒョンソン)
- ジェノサイドゲーム
- クリミナルマインド
- ユニークライフ -シーズン2
- LUCIFER -シーズン3

### 舞台
- 劇団うわの空 ｢ただいま｣ 紀伊国屋公演 (2013年5月)
- 劇団うわの空 ｢ただいま｣ 札幌公演 (2013年6月)
- 劇団うわの空 ｢TOKYOてやんでい｣ 東京公演 (2013年8月)
- ドリームドロップス ボイスカルシアター公演 メインキャスト 夢の人役 渋谷伝承ホール (2014年6月)
- グランワルツミュージカル｢ALONE｣ヒロイン リリー役 銀座博品館劇場 (2014年10月)
- 第2回かつしか文学賞｢天晴れオコちゃん｣脚本・演出 中島淳彦(2015年)
- しずる館プレミアムLIVE (2015年)

### 司会
- 医療系セミナー・学会司会
- Perfume Second Tour 2009『直角二等辺三角形TOUR』前説ナレーション

### オーディオブック
- シャドウ（2017年、水城恵）
- 間宮兄弟（2017年）